# هومر هوش
هومر هوش هو قاضي ومحامي وسياسي أمريكي، ولد في 4 يوليو 1879 في ماريون في الولايات المتحدة، وتوفي في 30 يناير 1949 في توبيكا في الولايات المتحدة. نشط حزبياً في الحزب الجمهوري. وقد انتخب عضو مجلس النواب الأمريكي ‏.